# Adrian Brohlin
Adrian Brohlin, född 7 april 1890 i Hedemora, död 15 juli 1954 i Göteborg, var en svensk fotbolls- och bandyspelare.. Under sin tid i Uppsala var Adrian Brohlin en känd fotbolls- och bandyspelare i IFK Uppsala. Inom bandyn var han Stor grabb nummer 58, och han deltog i SM-finalerna i bandy 1910–1912 och 1916–1921. Brohlin kallades till ständig ledamot i IFK Uppsala 1945.
Vid sidan om sporten var han lantmätare. Adrian Brohlin är begravd på Uppsala gamla kyrkogård.